# Koop
Koop är en svensk elektronisk musikgrupp bestående av Magnus Zingmark och Oscar Simonsson Gruppen bildades i Uppsala i mitten av 1990-talet.
Koops musik är trots att den låter som en hel orkester ej spelad, utan konstruerad på elektronisk väg med hjälp av samplingar. De använder sig även av gästsångare på sina skivor, och genom åren har åtta olika vokalister sjungit Koops låtar. Dessa är: Ane Brun, Yukimi Nagano, Hilde Louise Asbjornsen, Earl Zinger, Cecilia Stalin, Kristina Jansson, Mikael Sundin och Stephen Simmonds. 
Skivan Waltz for Koop vann en grammis 2002 för bästa klubb-/dansalbum, och nästa skiva Koop Islands nådde guldstatus för försäljning i Sverige. Sommaren 2009 var deras låt "Koop Island Blues" ett av finalbidragen i amerikanska TV-showen So You Think You Can Dance med koeografi av Mia Michaels. I samband med detta gick låten även upp på första plats på amerikanska iTunes-försäljningslistan.
Gruppen väljer själv att kategorisera sin musik som romantisk swingtronica.

## Diskografi

### Album
- 1997 - Sons of Koop
- 2002 - Waltz for Koop
- 2006 - Koop Islands

### Samlingsalbum
- 2010 - Coup de Grâce (Best of Koop 1997–2007)

### EP
- 1995 - Sons of Koop
- 1997 - Glömd